# Amt Oderberg

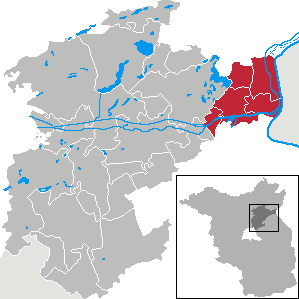
Ligging van het Amt Oderberg

Het Amt Oderberg was een in 1992 opgericht samenwerkingsverband in de Landkreis Barnim in de Duitse deelstaat Brandenburg. Het amt had op zijn laatst 5.664 inwoners (stand 31 december 2007) op een oppervlakte van 118,57 km².

## Ligging
Het Amt Oderberg lag in het oosten van de Landkreis Barnim in Brandenburg en grensde in het westen aan het Amt Britz-Chorin, aan de Landkreis Uckermark in het noorden, aan Polen in het oosten en de Landkreis Märkisch-Oderland in het zuiden.

## Geschiedenis
Op 19 juni 1992 werd het Amt Oderberg gevormd uit de vijf gemeenten Liepe, Lunow, Lüdersdorf, Parstein en Stolzenhagen en de stad Oderberg, die tevens bestuurszetel was. Op 29 januari 1993 werd de gemeente Hohensaaten deelnemer. Op 1 maart 2002 fuseerden de gemeenten Lüdersdorf en Parstein tot de nieuwe gemeente Parsteinsee. Op datzelfde moment fuseerden ook Lunow en Stolzenhagen tot de nieuwe gemeente Lunow-Stolzenhagen.
Met ingang van 1 januari 2009 werd het Amt Oderberg, dat op dat moment uit vijf gemeenten bestond, opgeheven. De gemeenten Liepe, Lunow-Stolzenhagen (met de ortsteilen Lunow en Stolzenhagen), de stad Oderberg en Parsteinsee (met de ortsteilen Lüdersdorf en Parstein) werden in het Amt Britz-Chorin opgenomen, dat tegelijkertijd in Amt Britz-Chorin-Oderberg werd hernoemd. De gemeente Hohensaaten hield op te bestaan en werd onderdeel van de gemeente Bad Freienwalde (Oder) (Landkreis Märkisch-Oderland).